# Klasyfikacja generalna na Tour de Pologne

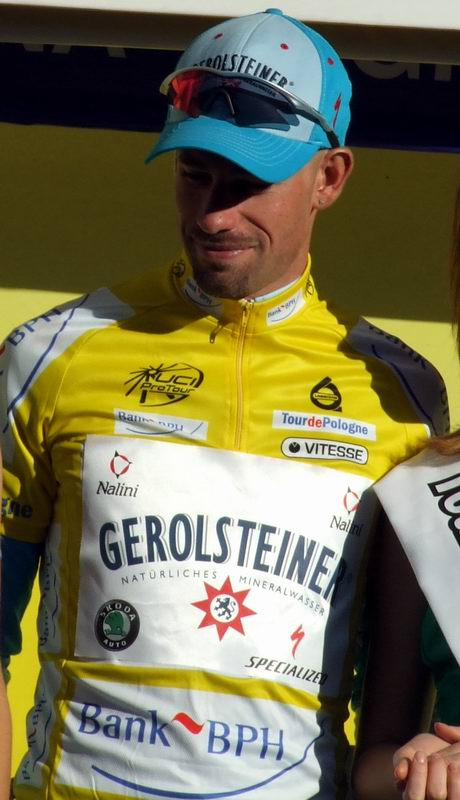
Stefan Schumacher w żółtej koszulce lidera Tour de Pologne 2006

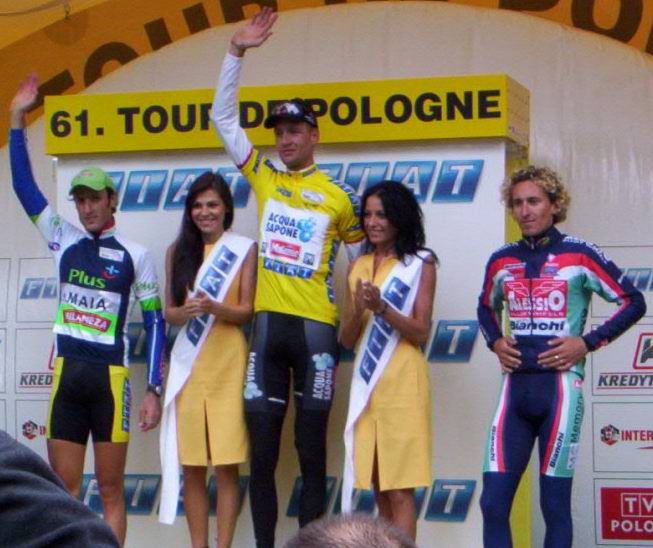
Ondřej Sosenka w żółtej koszulce podczas dekoracji na Tour de Pologne 2004

Klasyfikacja generalna na Tour de Pologne – najbardziej prestiżowa klasyfikacja w wyścigu kolarskim Tour de Pologne. Liderem klasyfikacji generalnej zostaje kolarz mający najlepszy czas w całym wyścigu. Lider klasyfikacji generalnej Tour de Pologne jest dekorowany i ma prawo jechać w następnym etapie w żółtej koszulce. Kolarz, który zostanie liderem po ostatnim etapie, jest zwycięzcą danej edycji wyścigu.
Jeżeli kolarz jest liderem klasyfikacji generalnej oraz innej klasyfikacji, to zakłada żółtą koszulkę klasyfikacji generalnej. Koszulkę innej klasyfikacji zakłada wówczas kolejny zawodnik w tej klasyfikacji.
Najdłużej, bo aż przez 20 etapów w żółtej koszulce jechał Marian Więckowski.

## Sponsorzy
Na żółtej koszulce lidera widnieje z logo sponsora. W poszczególnych latach byli to:
- Fiat (do 2005)
- Bank BPH (2006)
- Skandia (2007–2016)
- Carrefour (2017)[3]